# Как же быть сердцу (фильм, 1999)
«Как же быть сердцу» (англ. Dil Kya Kare) — индийская мелодрама 1999 года.

## Сюжет
Ананд Кишор (Аджай Девган), его жена, Кавита (Махима Чаудхари) и единственный ребёнок, дочь Неха (Акшита Гаруд), живут счастливой и спокойной жизнью в Дели (Индия). Их жизнь переворачивается с ног на голову, когда Кавита узнаёт, что Неха подвергается преследованию женщиной по имени Нандита Рай (Каджол). Позже Нандита говорит, что она является биологической матерью Нехи.

## В ролях
| Актёр           | Роль         |
| --------------- | ------------ |
| Аджай Девган    | Ананд Кишор  |
| Махима Чаудхари | Кавита Кишор |
| Каджол          | Нандита Рай  |
| Фарида Джалал   |              |
| Ракхи Гулзар    |              |
| Чандрачур Сингх | Сом Дутт     |
| Акшита Гаруд    | Неха Кишор   |